# James Faulkner (acteur)
Pour les articles homonymes, voir James Faulkner.
James Faulkner, né à Hampstead (Londres) le 18 juillet 1948, est un acteur britannique.

## Biographie
Bien qu'il ait amorcé sa carrière d'acteur de télévision et de cinéma dès 1971, on le découvre en 1976 dans la série télévisée britannique Moi Claude empereur (I, Claudius), où il incarne Hérode Agrippa. En 1989, il est l'inquiétant professeur Stapleton opposé au Sherlock Holmes interprété par Jeremy Brett dans Le Chien des Baskerville, un téléfilm de la série télévisée Sherlock Holmes. En 1989, il joue le major Eustace dans Meurtre par procuration de la série Hercule Poirot (Agatha Christhie's Poirot), où David Suchet incarne le petit policier belge.
En 2001, il devient l'oncle Geoffrey dans Le Journal de Bridget Jones, un rôle qu'il reprend trois ans plus tard dans Bridget Jones : L'Âge de raison.

## Filmographie

### Au cinéma
- 1998 : Le Poulpe de Guillaume Nicloux : Thomas
- 1998 : All the Little Animals de Jeremy Thomas
- 2001 : Le Journal de Bridget Jones de Sharon Maguire : oncle Geoffrey
- 2002 : Le Loup de la côte Ouest de Hugo Santiago : Lew Millar
- 2004 : Bridget Jones : L'Âge de raison de Beeban Kidron : oncle Geoffrey
- 2007 : Hitman de Xavier Gens : l'agent Carlton Smith de la CIA
- 2008 : Braquage à l'anglaise (The Bank Job) de Roger Donaldson : Guy Arthur Singer
- 2011 : X-Men : Le Commencement (X-Men: First Class) de Matthew Vaughn : directeur de banque suisse
- 2017 : Atomic Blonde de David Leitch : C
- 2017 : Alberto Giacometti, The Final Portrait (Final Portrait) de Stanley Tucci : Pierre Matisse
- 2017 : Underworld: Blood Wars d'Anna Foerster : Cassius
- 2018 : Paul, Apôtre du Christ (Paul, Apostle of Christ) de Andrew Hyatt : Paul de Tarse
- 2018 : The Sonata d'Andrew Desmond : sir Victor Ferdinand

### À la télévision
- 1976 : Moi Claude empereur (I, Claudius) (série télévisée) : Hérode Agrippa
- 1988 : Le Chien des Baskerville (The Hound of the Baskervilles), téléfilm de la série télévisée Sherlock Holmes : Stapleton
- 1989 : Meurtre par procuration (Murder in the Mews), téléfilm de la série télévisée Hercule Poirot : Major Eustace
- 2001 : L'Empire du roi-singe : Marcus Harding
- 2013 : Da Vinci's Demons (série télévisée) : Sixte IV
- 2014 : Downton Abbey : Lord Aldridge
- 2016 - 2017 : Game of Thrones (série télévisée) : Randyll Tarly
- 2018 : Meurtres au paradis : La mort est un best-seller  (saison 7 épisode 3) : Franck O'Toole
- 2020 : L'Aliéniste : Memento Mori  (saison 2 épisode 6) : Cornelius Vanderbilt
- 2022 : Slow Horses : Pot de bureau (Work Drinks)  (saison 1 épisode 2) : Charles Partner
- 2023 Awareness : El Americano (sur Netflix)